# 1954 у футболі
Нижче наведені футбольні події 1954 року у всьому світі.

## Події
- Відбувся п'ятий чемпіонат світу, перемогу на якому здобула збірна ФРН.

## Засновані клуби
- Аполлон (Лімасол) (Кіпр)
- Уніря (Урзічень) (Румунія)

## Національні чемпіони
- Англія: Вулвергемптон Вондерерз
- Аргентина: Бока Хуніорс
- Італія: Інтернаціонале
- Іспанія: Реал Мадрид
- СРСР: Динамо (Москва)
- ФРН: Ганновер 96
- Франція: Лілль
- Шотландія: Селтік
- Югославія: Динамо (Загреб)